# Ꙃ
Dzelo (capitale : Ꙃ, minuscule : ꙃ) est une lettre archaïque de l’alphabet cyrillique représentant la consonne affriquée alvéolaire voisée /dz/.

## Représentations informatiques
Le dzelo peut être représenté avec les caractères Unicode suivants :
| formes    | représentations | chaînes de caractères | points de code | descriptions                      |
| --------- | --------------- | --------------------- | -------------- | --------------------------------- |
| capitale  | Ꙃ               | Ꙃ                     | U+A642         | lettre majuscule cyrillique dzelo |
| minuscule | ꙃ               | ꙃ                     | U+A643         | lettre minuscule cyrillique dzelo |